# تویسترونیکس

طرح مویر در مقیاس اتمی که با تداخل دو ورق کج‌شده از گرافین، یک شبکه شش‌ضلعی از اتم‌های کربن ایجاد شده است.

تویسترونیکس (انگلیسی: Twistronics) (ترکیب واژه‌های twist به معنی چرخش و electronics به معنی الکترونیک) مطالعه نحوه تغییر خواص الکترونیکی مواد دو بعدی بر اساس زاویه (چرخش) بین لایه‌ها است. مواد مانند گرافین دولایه نشان داده‌اند که رفتار الکترونیکی کاملاً متفاوتی دارند که از عایق الکتریکی تا ابررسانایی متغیر است و این رفتار به شدت به زاویه بین لایه‌ها بستگی دارد. این اصطلاح برای اولین بار توسط گروه تحقیقاتی افثیمیوس کاکیراس در دانشگاه هاروارد در بررسی‌های نظری آن‌ها دربارهٔ سوپرشبکه‌های گرافین معرفی شد.
پابلو خیریو-هررو، آلن اچ مک‌دانلد و رافی بیستریتر در سال ۲۰۲۰ جایزه ولف در فیزیک را به دلیل کارهای نظری و تجربی خود در زمینه گرافین دولایه چرخیده دریافت کردند.

## تاریخچه
در سال ۲۰۰۷، فیزیک‌دان دانشگاه ملی سنگاپور آنتونیو اچ کسترو نتو فرضیه‌ای مطرح کرد که فشار دادن دو ورق گرافین با هم می‌تواند ویژگی‌های الکترونیکی جدیدی ایجاد کند، و جداگانه پیشنهاد کرد که گرافین ممکن است مسیری برای ابررسانایی فراهم کند، اما این دو ایده را با هم ترکیب نکرد. در سال ۲۰۱۰، محققان در آزمایشگاه اوا آندری در دانشگاه راتگرز در پیسکتاوای، نیوجرسی گرافین دولایه چرخیده را از طریق طرح مویر مشخصه‌سازی کردند و نشان دادند که زاویه چرخش تأثیر زیادی بر ساختار باند دارد با اندازه‌گیری تکینگی وِنی هُو (Van Hove singularities) به‌طور قابل توجهی بازتنظیم شده. همچنین در همان سال محققان از دانشگاه فنی فدریکو سانتا ماریا در شیلی دریافتند که برای زاویه‌ای خاص نزدیک به ۱ درجه، باند ساختار الکترونیکی گرافین دولایه چرخیده کاملاً مسطح می‌شود، و به دلیل این ویژگی نظری، پیشنهاد کردند که رفتار جمعی ممکن است امکان‌پذیر باشد. در سال ۲۰۱۱ آلن اچ مک‌دانلد (از دانشگاه تگزاس در آستین) و رافی بیستریتر با استفاده از یک مدل نظری ساده دریافتند که برای «زاویه جادویی» پیشین، مقدار انرژی که یک الکترون آزاد برای تونل‌زنی کوانتومی بین دو ورق گرافین نیاز دارد، به‌طور رادیکالی تغییر می‌کند. در سال ۲۰۱۷، گروه تحقیقاتی افثیمیوس کاکیراس در دانشگاه هاروارد از محاسبات دقیق مکانیک کوانتومی برای کاهش عدم قطعیت زاویه چرخش بین دو لایه گرافین که می‌تواند رفتار فوق‌العاده الکترون‌ها را در این سیستم دو بعدی القا کند، استفاده کردند. در سال ۲۰۱۸، پابلو خیریو-هررو، یک آزمایش‌گر در مؤسسه فناوری ماساچوست، دریافت که زاویه جادویی منجر به ویژگی‌های الکتریکی غیرمعمولی می‌شود که مک‌دانلد و بیستریتر پیش‌بینی کرده بودند. در زاویه ۱٫۱ درجه و در دماهای بسیار پایین، الکترون‌ها از یک لایه به لایه دیگر حرکت می‌کنند، شبکه‌ای ایجاد می‌شود و پدیده ابررسانایی رخ می‌دهد.
انتشار این کشفیات موجب انتشار تعدادی مقاله نظری شد که به دنبال درک و توضیح این پدیده‌ها هستند و همچنین آزمایش‌های زیادی با استفاده از تعداد لایه‌ها، زاویه‌های چرخش و مواد دیگر انجام شد. آثار بعدی نشان دادند که ویژگی‌های الکترونیکی لایه‌ها می‌تواند به شدت وابسته به هترو استرین باشد، به‌ویژه نزدیک به زاویه جادویی که این امر می‌تواند کاربردهایی در زمینه استرین‌ترونیک داشته باشد.

## ویژگی‌ها

انیمیشن تویسترونیکس. در اینجا، دو ورق روی هم قرار گرفته‌اند که یکی از آن‌ها به میزان ۹۰ درجه می‌چرخد. همان‌طور که زاویه چرخش تغییر می‌کند، دوره‌مندی هم تغییر می‌کند.

### ابررسانایی و عایق بودن
پیش‌بینی‌های نظری در مورد ابررسانایی توسط Pablo Jarillo-Herrero و دانشجویش Yuan Cao از مؤسسه فناوری ماساچوست و همکارانشان از دانشگاه هاروارد و National Institute for Materials Science در تسوکوبا، ژاپن تأیید شد. در سال ۲۰۱۸، آن‌ها اثبات کردند که ابررسانایی در بی‌لایر گرافن که یکی از لایه‌ها به زاویه ۱٫۱° نسبت به لایه دیگر چرخیده بود و طرح مویر را ایجاد کرده بود، در دمای ۱٫۷ کلوین (−۲۷۱٫۴۵ درجه سلسیوس؛ −۴۵۶٫۶۱ درجه فارنهایت) وجود دارد. آن‌ها دو دستگاه بی‌لایر ساختند که به جای هادی بودن، مانند یک عایق عمل کردند بدون اینکه نیازی به میدان مغناطیسی باشد. افزایش قدرت میدان باعث شد دستگاه دوم به یک ابررسانا تبدیل شود.
پیشرفت دیگری در تویسترونیکس کشف روشی برای خاموش و روشن کردن مسیرهای ابررسانا با اعمال تفاوت ولتاژ کوچک بود.

### ساختارهای ناهمگون
تجربه‌هایی نیز با ترکیب لایه‌های گرافن با مواد دیگر که پیوندناهمگون تشکیل می‌دهند در قالب ورقه‌های اتمی نازک که توسط نیروی واندروالسی ضعیف به هم متصل شده‌اند، انجام شده است. به عنوان مثال، یک مطالعه که در ساینس در ژوئیه ۲۰۱۹ منتشر شد نشان داد که با افزودن یک لایه بورون نیترید بین دو ورقه گرافن، اثرات منحصر به فرد فرومغناطیس مداری در زاویه ۱٫۱۷° ایجاد شد که می‌تواند در حافظه کوانتومی در رایانش کوانتومیها استفاده شود. مطالعات اسپکتروسکوپی بیشتر از گرافن بی‌لایر چرخیده‌شده نشان داد که همبستگی‌های الکترون-الکترون در زاویه جادویی قوی است.

### تجمع الکترونی
بین دو لایه ۲ بعدی برای بیسموت سلناید و دی‌کالکوژنید، محققان در دانشگاه شمال‌شرقی در بوستون کشف کردند که در زاویه‌های خاص چرخش، یک لایه شبکه جدید که تنها از الکترون‌های خالص تشکیل شده است، بین دو لایه عنصر ۲ بعدی ایجاد می‌شود. اثرات کوانتومی و فیزیکی هم‌راستایی بین دو لایه به نظر می‌رسد که مناطق «حوضچه‌ای» ایجاد کند که الکترون‌ها را در یک شبکه پایدار به دام می‌اندازد؛ زیرا این شبکه پایدار تنها از الکترون‌ها تشکیل شده است، اولین شبکه غیراتمی مشاهده‌شده است و فرصت‌های جدیدی برای محصور کردن، کنترل، اندازه‌گیری و حمل و نقل الکترون‌ها پیشنهاد می‌دهد.